# Haworthiopsis coarctata
Haworthiopsis coarctata, anteriormente Haworthia coarctata, es una especie suculenta perteneciente a la familia Asphodelaceae. Es originaria de la Provincia Cabo Oriental, en Sudáfrica y se ha naturalizado en México. 

## Descripción
Especie de hábito bastante columnar, forma una apretada roseta de hojas suculentas alrededor de un tallo que, en los ejemplares maduros, puede llegar a los 20 cm de altura. Emite nuevas plantas alrededor de la base, llegando a formar densas masas. Las hojas, algo cóncavas y de ápice puntiagudo, están cubiertas de pequeñas protuberancias (tubérculos) o bandas blancas de aspecto nacarado. Normalmente son de color verde oscuro, pero las expuestas a pleno sol pueden adquirir tintes púrpura rojizos. 
La inflorescencia es un tallo simple, a veces compuesto, de unos 30 cm de largo. Las pequeñas flores, de color blanco verdoso, surgen en la punta, son de forma tubular y con los tépalos inferiores revolutos. 
Con frecuencia se confunde con Haworthiopsis reinwardtii, que se encuentra justo al este de su área de distribución natural. Sin embargo, H. coarctata tiene tubérculos más pequeños, lisos y más redondos en sus hojas; (los de H. reinwardtii son a veces más grandes, más planos y más blancos) i H. coarctata también suele tener hojas mucho más anchas y gruesas.

## Formas y variedades
Es una especie variable, con varias formas y variedades reconocidas.
- Haworthiopsis coarctata var. adelaidensis,[3] hojas más largas y estrechas que el tipo
- Haworthiopsis coarctata var. coarctata,[4]  variedad tipo
- Haworthia coarctata var. tenuis,[5] tallos estrechos y hojas más delgadas.

## Sinonimia
- Haworthia coarctata Haw.

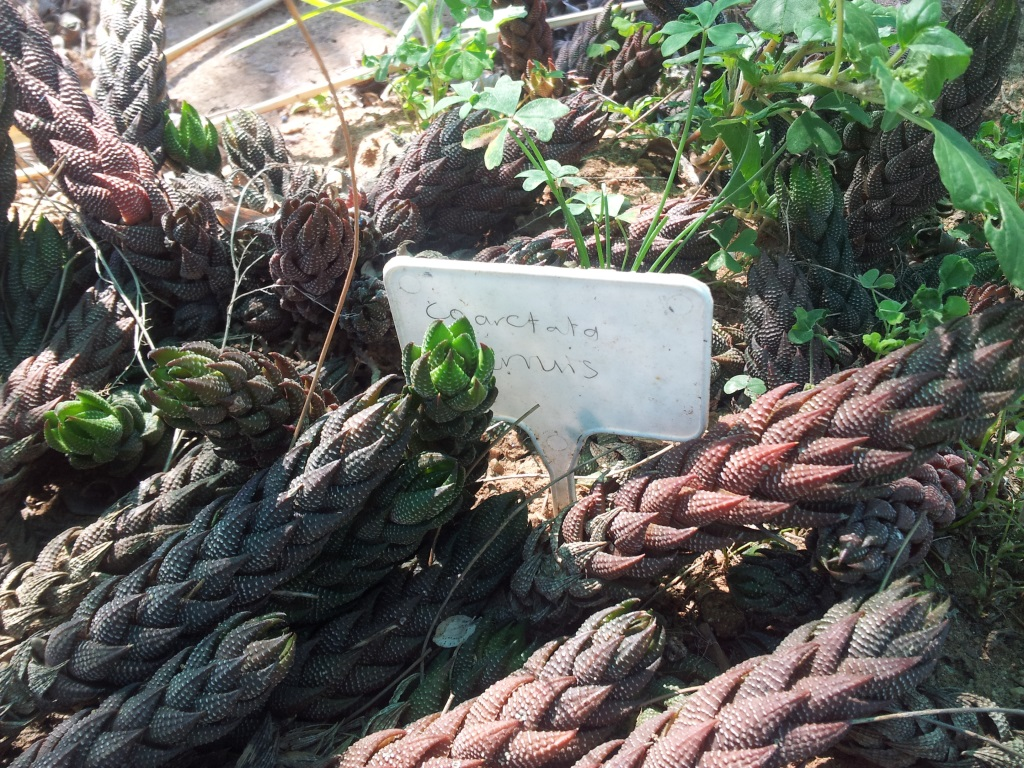
Haworthiopsis coarctata var. tenuis

- Aloe coarctata (Haw.) Schult. & Schult.f.
- Catevala coarctata (Haw.) Kuntze
- Haworthia reinwardtii var. coarctata (Haw.) Halda
- Haworthia reinwardtii subsp. coarctata(Haw.) Halda
- Haworthiopsis reinwardtii var. coarctata (Haw.) Breuer [6]